# Skarsjövallen

Skarsjövallen, anteriormente Starke Arvid Arena, H.A. Bygg Arena, Markbygg Arena y Uddevalla Arena es un centro deportivo en Ljungskile en el municipio de Uddevalla.

## Historia
A lo largo de su historia ha recibido varios nombres, en ocasiones debido a razones de patrocinio.
El campo de deportes tiene cuatro céspedes, un césped artificial y una grava. Ha habido varias remodelaciones para cumplir con los requisitos de la Asociación Sueca de Fútbol, en 2013 muchos asientos se han cambiado. 

## Capacidad
El estadio tiene capacidad para 6.000 personas, pero la capacidad se puede ampliar rápidamente a 8.000 si es necesario.
El récord de audiencia de 7.128 espectadores es de un partido contra IFK Göteborg en la Allsvenskan 2008.